# José Manuel Balmaceda
José Manuel Emiliano Balmaceda Fernández (Hacienda Bucalemu, 19 juli 1840 - Santiago, 18 september 1891) was de 11e president van Chili van 18 september 1886 tot 29 augustus 1891. Tijdens zijn autocratische bewind brak een burgeroorlog uit tussen voor- en tegenstanders van Balmaceda hetgeen leidde tot zijn val en zelfmoord.

## Biografie
José Manuel Balmaceda was de oudste van het twaalf kinderen tellende gezin van senator Balmaceda Ballesteros en Encarnación Fernández Salas. Zijn ouders waren welgesteld en behoorde tot de aristocratie die de republiek Chili bestuurde sinds de onafhankelijkheid van Spanje aan het begin van de negentiende eeuw. Het geslacht Balmaceda is van Castiliaanse en Baskische afkomst.
Aanvankelijk volgde hij een priesteropleiding aan het seminarie (Colegio de los Sagrados Corazones de Santiago), maar hij brak deze studie voortijdig af. Nadien studeerde hij rechten aan het Instituto Nacional in Santiago. In 1865 werd hij benoemd tot secretaris van president Manuel Montt. In die hoedanigheid onderscheidde hij zich als vertegenwoordiger van de Chileense regering tijdens een Zuid-Amerikaans congres in Lima. Een jaar later werd hij in de Nationale Assemblée, het lagerhuis van het parlement gekozen. Hij sloot zich aan bij de Partido Liberal (Liberale Partij) waar hij behoorde tot de groep hervormers. Hij verrichtte journalistiek werk voor verscheidene liberaalgezinde kranten. In 1869 richtte hij met medestanders de krant La Libertad (De Vrijheid) op.
Onder president Aníbal Pinto (1876-1881) was hij betrokken bij diverse diplomatieke missies en onder president Domingo Santa María (1881-1886) was hij achtereenvolgens minister van Buitenlandse Zaken en Kolonisatie en minister van Binnenlandse Zaken. In die laatste functie was hij verantwoordelijk voor de invoering van het burgerlijk huwelijk, hetgeen op tegenstand van de Rooms-Katholieke Kerk en de conservatieve partij stuitte.
Vanwege zijn enorme hervormingsdrift (vrijheid van godsdienst, politieke vrijheid, landhervormingen, inperking presidentiële macht, enz.) lag Balmaceda niet goed bij de oude liberale partijelite. Desondanks werd hij op 17 januari 1886 door de liberalen, nationalisten en radicalen naar voren geschoven als kandidaat voor het presidentschap. Op 25 juni van dat jaar werd hij door de kiesmannen gekozen tot president.

### Presidentschap
Hoewel Balmaceda zonder grote problemen tot president was gekozen, ondervond hij toch hevige parlementaire tegenstand van dissidente liberalen en conservatieven. De oppositie was echter zó klein en verdeeld dat zij geen rol van betekenis kon spelen.
Een van zijn eerste daden als president was zijn poging om de verdeelde liberalen op één lijn te krijgen. Hij bood zelfs twee van zijn tegenstanders binnen de liberale partij ministersposten aan.
Balmaceda voerde grootscheepse hervormingen door: er ging veel geld naar grote openbare projecten, scholen werden gesticht en het budget voor leger en marine ging drastisch omhoog. Wetsvoorstellen werden zonder veel problemen aangenomen door het parlement. Toen echter bleek dat het ambtenarenapparaat dat verantwoordelijk was voor de doorvoering van de hervormingen zich schuldig maakte aan corruptie en grote sommen geld werden verduisterd nam de oppositie vanuit het parlement op het regeringsbeleid toe. Om ervoor te zorgen dat hij voldoende steun zou behouden in parlement, besloot hij de parlementsverkiezingen van 1888 te beïnvloeden. Kandidaten waarvan hij verwachtte dan zij zouden instemmen met de hervormingsplannen, konden rekenen op de steun van Balmaceda. Een aantal van hen werd ook daadwerkelijk in het parlement gekozen, maar sloten zich al snel aan bij de oppositie.
Anders dan de meeste van zijn voorgangers was Balmaceda een tegenstander van de nauwe relatie tussen Chili en het Verenigd Koninkrijk. Hij deelde deze scepsis ten opzichte van Engeland met zijn voorganger, Domingo Santa María. Hij vreesde met name de enorme Britse invloed op het militaire apparaat. (Vooral de vloot was zeer pro-Brits.) Balmaceda wendde zich - in navolging van Santa María - tot het Duitse Keizerrijk voor de hervorming van het leger naar Pruisisch model. De Duitsers hapten gauw toe en stuurden legerkapitein Emil Körner naar Chili om het leger te reorganiseren. Ook stimuleerde de Duitse regering de immigratie van haar onderdanen naar Chili. In vrij korte tijd wist Körner het leger naar Pruisisch model om te vormen; de marine bleef echter Britsgezind. Door zijn kritische houding ten opzichte van de Britse invloed in Chili maakte Balmaceda nieuwe vijanden. De meeste parlementariërs waren namelijk sterk pro-Brits georiënteerd evenals de grootgrondbezitters en de bankiers.
In 1889 dreigde een vertrouwenscrisis. Het was gebruikelijk dat de regering kon buigen op het vertrouwen van de meerderheid van het parlement. Toen bleek dat dat niet meer het geval was, probeerde Balmaceda de situatie te redden door te zoeken naar mogelijkheden om nieuwe ministers te benoemen die konden rekenen op de steun van de parlement en hemzelf. Toen dit onmogelijk bleek te zijn beriep Balmaceda zich op de grondwet. De grondwet stelde dat in bepaalde gevallen de president zittende ministers kon handhaven en nieuwe ministers mocht benoemen zonder het vertrouwen van het parlement. Het is ironisch dat Balmaceda die zich altijd had uitgesproken voor de inperking van de macht van de president, nu zoveel macht naar zich toetrok. Een jaar later weigerde het parlement Claudio Vicuña, de beoogde opvolger van Balmaceda, goed te keuren als presidentskandidaat. Balmaceda en het parlement kwamen tot een compromis: Vicuña zou worden goedgekeurd als presidentskandidaat en Balmaceda zou een nieuwe regering samenstellen die zou kunnen rekenen op de steun van het parlement. Bovendien zou het parlement de staatsbegroting voor 1891 goedkeuren.

### Burgeroorlog
Balmaceda benoemde een nieuwe regering die kon rekenen op het vertrouwen van het parlement, maar deze werd korte tijd later alweer ontbonden. Balmaceda benoemde hierop Vicuña tot formateur. Deze vormde een nieuwe regering bestaande uit loyale aanhangers van de president. Balmaceda schoffeerde het parlement nog verder door zijn weigering om de begroting aan het parlement voor te leggen. In feite regeerde Balmaceda nu als dictator omdat hij zijn constitutionele bevoegdheden nu had overschreden. Liberalen en conservatieven in het parlement sloegen nu de handen ineen en kapitein Jorge Montt werd door het parlement aangesteld als bevelhebber van de marine. Montt verklaarde dat de marine de autoriteit van Balmaceda niet meer te erkennen totdat de laatste zich weer zou voegen naar de grondwet. De meerderheid van het parlement stemde in met een afzettingsprocedure. Grote landeigenaars, de Kerk en de vertegenwoordigers van het grootkapitaal sloten zich aan bij het parlement: zij waren altijd al de tegenstanders van president Balmaceda geweest.
Balamceda kon echter rekenen op de steun van het leger. Het leger was veel groter dan de marine, maar de laatste beschikte over een zeer moderne oorlogsvloot.
In Iquique, in het noorden van het land, werd door het parlement een tegenregering gevormd en marineschepen onder aanvoering van kapitein Montt voeren ten strijde tegen de regeringstroepen van Balmaceda. Een deel van het leger was onder kapitein Körner inmiddels naar de tegenstanders van Balmaceda overgelopen. Het leger dat trouw bleef aan Balmaceda leed een verpletterende nederlaag. Op 29 augustus 1891 droeg Balmaceda de regeringsmacht over aan Manuel Baquedano, een gepensioneerde generaal die tijdens het conflict neutraal was gebleven. Een dag later droeg Baquedano de macht over aan kapitein Jorge Montt. Montt werd door het parlement officieel tot president gekozen.
Balmaceda hield zich daarna schuil in de Argentijnse legatie. Hij pleegde op 19 september zelfmoord. In een afscheidsbrief gaf hij aan niet te geloven dat hij eerlijk zou worden berecht.

## Privé
Balmaceda trouwde op 11 oktober 1865 met Emilia de Toro Herrera (1843-1903). Uit dit huwelijk werden zes kinderen geboren: José Manuel, Pedro, Enrique, Elisa, Julia en María.
Na zijn zelfmoord was zijn jongere broer, José Rafael Balmaceda (1850-1911), een van zijn voornaamste apologeten. Hij schreef verscheidene werken waarin hij Balmaceda's beleid verdedigde. In 1893 was hij betrokken bij de oprichting van de Partido Liberal Democrático, een partij van oud-aanhangers van Balmaceda.

## Samenstelling kabinetten
| Ministerie (Presidentschap van José Manuel Balmaceda)    | Naam/Periode |
| -------------------------------------------------------- | --- |
| Binnenlandse Zaken                                       | Eusebio Lillo Robles (1886) Carlos Antúnez González (1886-1887) Aníbal Zañartu Zañartu (1887-1888) Pedro Lucio Cuadra (1888) Ramón Barros Luco (1888-1889) Demetrio Lastarria (1889) Ramón Donoso (1889) Mariano Sánchez (1889-1890) Adolfo Ibáñez Gutiérrez (1890) Enrique Salvador Sanfuentes (1890) Belisario Prats (1890) Claudio Vicuña (1890-1891) Domingo Godoy (1891) Julio Bañados Espinoza (1891) |
| Buitenlandse Zaken, Eredienst (v.a. 1888) en Kolonisatie | Francisco Freire Caldera (1886-1887) Joaquín Godoy Cruz (1887) Miguel Luis Amunátegui Aldunate (1887) Francisco Freire Caldera (1887-1888) Demetrio Lastarria Villarreal (1888) Agustín Matte Pérez (1888-1889) Juan Castellón Larenas (1889) Eduardo Matte Pérez (1889) Mariano Sánchez Fontecilla (1889-1890) Domingo Godoy Cruz (1890) Juan Eduardo Mackenna Astorga (1890) Juan Tocornal Jordán (1890) Manuel María Aldunate Solar (1891) Ricardo Cruzat Hurtado (1891) Manuel Antonio Matta Goyenechea (1891)                                                      |
| Financiën                                                | Agustín Edwards Ross (1886-1888) Enrique Salvador Sanfuentes Andonaegui (1888) Justiniano Sotomayor Guzmán (1888-1889) Juan de Dios Vial Guzmán (1889) Pedro Montt Montt (1889-1890) Pedro Nolasco Gandarillas Luco (1890) Manuel Salustio Fernández Pradel (1890) Lauro Barros Valdés (1890) Anfión Muñoz Muñoz/Ismael Pérez Montt (1890-1891) José Miguel Valdés Carrera (1891) Manuel Arístides Zañartu Zañartu (1891) |
| Oorlog en Marine                                         | Evaristo Sánchez (1886) Nicolás Peña Vicuña (1886-1887) Manuel García de la Huerta (1887-1888) Evaristo Sánchez (1888) Ramón Donoso Vergara (1888-1889) José Miguel Valdés Carrera (1888-1889) Abraham Konig (1889) Pedro Nolasco Gandarillas (1889) Ismael Valdés Valdés (1889) Luis Barros Borgoño (1889-1890) José Miguel Valdés Carrera (1890) José Velásquez Bórquez (1890) Federico Errázuriz Echaurren (1890) José Francisco Gana Castro (1890-1891) Guillermo Mackenna (1891) José Velásquez Bórquez (1891) Julio Bañados Espinosa (1891) Nicanor Ugalde (1891) |
| Justitie en Openbaar Onderwijs                           | Adolfo Valderrama Sáenz de la Peña (1886-1887) Francisco Freire Caldera (1887) Pedro Lucio Cuadra (1887-1888) Federico Puga Borne (1888) Julio Bañados Espinosa (1888-1889) Federico Puga Borne (1889) Isidoro Errázuriz Errázuriz (1889-1890) Gregorio Donoso Vergara (1890) Rafael Casanova Casanova (1890) Ismael Pérez Montt (1890-1891) Francisco Concha Berguecio (1891) |
| Industrie, Openbare Werken en Spoorwegen                 | Pedro Montt Montt (1887-1888) Vicente Dávila Larraín (1888) Prudencio Lazcano Echaurren (1888-1889) Enrique Salvador Sanfuentes Andonaegui (1889) Jorge Riesco Errázuriz (1889) Ramón Barros Luco (1889) José Miguel Valdés Carrera (1889-1890) Macario Vial Guzmán (1890) Eulogio Allendes Álvarez de Toledo (1890) Guillermo Mackenna Serrano (1890-1891) Nicanor Ugalde Godoy (1891) |